# 電話相談 (ラジオ番組)
電話相談（でんわそうだん）は、NHKラジオ第1放送で放送されていた電話相談番組。2008年度から2012年度は『つながるラジオ』の1コーナーとして放送していた。かつては『くらしの電話相談』の番組名で放送されていた。末期は番組内の相談対象の区分によって「健康相談」（月曜日・火曜日）と「暮らしの相談」（水曜日）に分けられていた。

## 概要
長らくラジオ第1の昼のワイド番組の1コーナーとして『午後のロータリー』、『こんにちはラジオセンター』の時代から続く長寿番組、14時台に放送されてきた。2006年4月から2008年3月まで（『ラジオほっとタイム』時代）は14時台後半から15時台前半にかけて放送されていた。かつては日曜日以外の毎日放送されていたことがある。
相談対象によって「健康相談」（月曜日・火曜日）と「暮らしの相談」（水曜日）に分けられていたが、このうち「健康相談」は各日で診療科・器官・疾患などにより相談対象が設定され、冒頭で専門家が疾患について全般的な説明を行っていた（この部分は「健康メモ」として『つながるラジオ』のホームページ上に掲載）。また、「暮らしの相談」では、子育て、生活設計、法律、作法、DIY、園芸など様々なジャンルを扱ってきた。
2013年3月21日の『つながるラジオ』の番組終了に伴い、この電話相談も同年3月19日限りで終了となった。

## 放送時間の流れ
2010年度以降の放送時間は月曜から水曜の15:10ごろ～15:46ごろ（JST）。2009年度までは木曜日も放送していたが、「つながるジョッキー」のコーナー新設に伴って木曜日の放送は終了となった。

## その他
1991年4月8日から1995年3月20日にかけては、NHK総合テレビの14時台（月曜日から木曜日）にこれと同じような趣旨で『テレビ電話相談』と題して放送されたことがあったが、13時からの『スタジオパークからこんにちは』のスタートに伴い廃枠となった。